# Origan
Origan is een historisch merk van motorfietsen.
Origan is een Frans merk, dat vanaf 1923 lichte motorfietsen met 98- tot 174 cc AMC-tweetaktmotoren bouwde. Begin jaren vijftig stopte de productie.